# Calumma ratnasariae

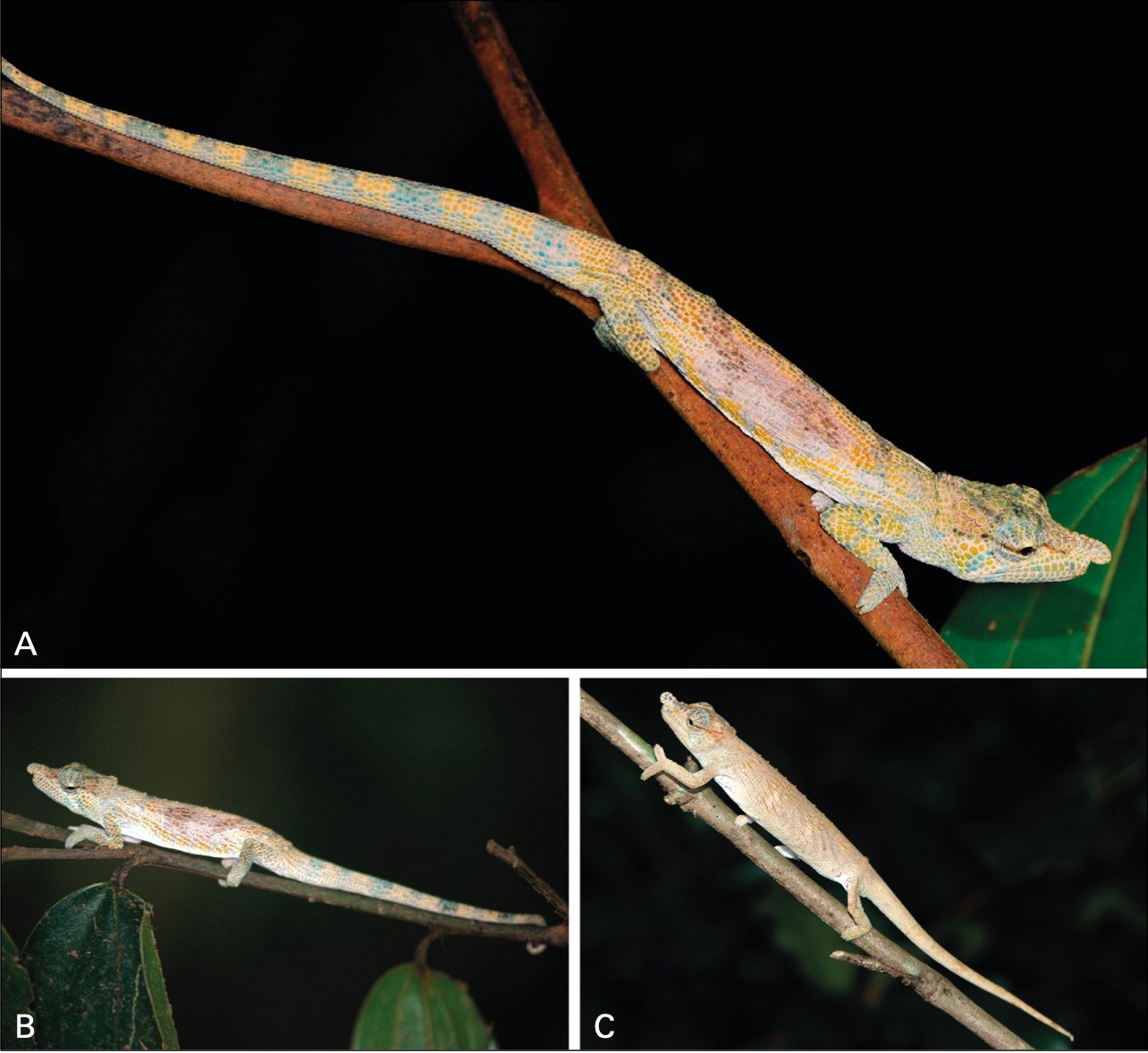
Calumma ratnasariae sp. nov. uit de Ampotsidy-bergen. (A, B) Volwassen mannelijk holotype (ZSM 35/2016), licht blootgesteld, en (C) volwassen vrouwtje (MSZC 0130, UADBA niet-gecatalogiseerd) in rust.

Calumma ratnasariae is een hagedis uit de familie kameleons (Chamaeleonidae). De wetenschappelijke naam van de soort werd voor het eerst voorgesteld door Proetzel, Scherz, Ratsoavina, Vences en Glaw in 2020. 
Zijn specifieke epitheton, ratnasariae, werd aan hem gegeven ter ere van Yulia Ratnasari, als erkenning voor de steun die zij heeft geboden aan onderzoek en natuurbehoudsprojecten in Madagaskar via het BioPat-initiatief.